# Рукав Оріона

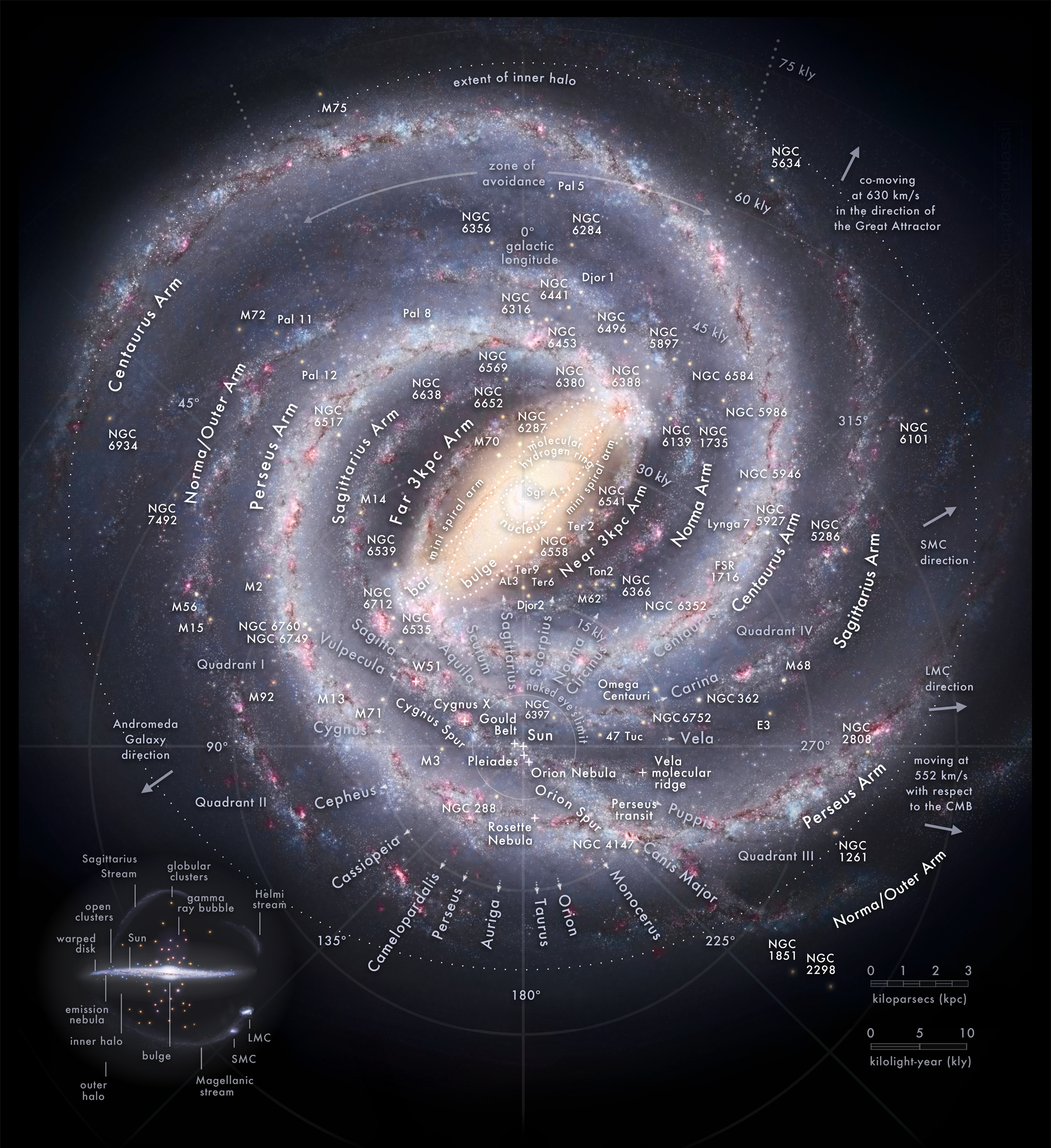
Схема Чумацького Шляху. Дві протилежні частини рукава Оріона підписані як Sygnus Spur і Orion Spur, а напрямки на сузір'я, які дали їм ім'я, відмічені як Sygnus (Лебідь) і Orion (Оріон)

Рукав Оріона (також відомий як рукав Оріона—Лебедя або Місцевий рукав, англ. Orion Arm або Local Arm) — невеликий галактичний рукав нашої галактики Чумацький Шлях, в якому перебуває Сонячна система. Назви рукава пов'язані з сузір'ями Оріона і Лебедя, на які проєктуються на небесній сфері два протилежні кінці рукава.

## Властивості
Рукав Оріона проходить між рукавами Персея і Кіля–Стрільця. В деяких дослідженнях він вважається відгалуженням рукава Кіля–Стрільця або довготривалою вторинною спіраллю. Спостереження зон нейтрального та йонізованого водню не виявляють Місцевий рукав, натомість чітко показують рукави Персея і Кіля–Стрільця. Місцевий рукав не має бути повноцінним спіральним рукавом, бо тоді теорія хвиль густини не могла б пояснити таку малу відстань (менше 2 кпк) між ним та його сусідами - рукавами Персея і Кіля–Стрільця.
Рукав вдається прослідити за такими маркерами, як гігантські молекулярні хмари, зорі спектрального класу O та молоді розсіяні скупчення. Кількість космічних мазерів в Місцевому рукаві зрівнянна з їхньою кількістю в рукавах Персея і Кіля–Стрільця. За деякими оцінками довжина Місцевого рукава може перевищувати 6 кпк і навіть сягати 9 кпк.
Кут закручення Місцевого рукава різні роботи оцінюють в межах 8,5 до 13 градусів.
Сонячна система перебуває в Місцевому рукаві поблизу його внутрішнього краю, у так званій Місцевій бульбашці.

## Склад
Каталог Мессьє наводить такі об'єкти:
- Скупчення Метелик (M6)
- Скупчення Птоломея (M7)
- Розсіяне скупчення M23
- Розсіяне скупчення M25
- Туманність Гантель (M27)
- Розсіяне скупчення M29
- Розсіяне скупчення M34
- Розсіяне скупчення M38
- Розсіяне скупчення M39
- Подвійна зірка M40
- Скупчення Малий Вулик (М41)
- Туманність Оріона (M42)
- Емісійна туманність М43
- Скупчення Ясла (M44)
- Розсіяне скупчення Плеяди (M45)
- Розсіяне скупчення M46
- Розсіяне скупчення M47
- Розсіяне скупчення M48
- Розсіяне скупчення M50
- Туманність Кільце (M57)
- Розсіяне скупчення M67
- Розсіяне скупчення M73
- Туманність Маленька Гантель (M76)
- Відбивна туманність М78
- Розсіяне скупчення M93
- Туманність Сова (M97)